# 连二亚硝酸钠
连二亚硝酸钠是一种固态的离子化合物，化学式 Na
2N
2O
2或(Na+
)2[ON=NO]2−。
连二亚硝酸钠中的连二亚硝酸根离子 N
2O2−
2有顺反异构。反式异构体更常见，但顺式异构体也是可被制备的，反应性比反式异构体高。

## 反式异构体
反式连二亚硝酸钠是无色的，可溶于水，不溶于乙醇和乙醚。

### 制备
反式连二亚硝酸钠可以由亚硝酸钠被钠汞齐还原而成。
2 NaNO2 + 4 Na(Hg) + 2 H2O → Na2N2O2 + 4 NaOH + 4 Hg
反式连二亚硝酸钠是在1927年由A. W. Scott首次合成的。它反应了亚硝酸酯、羟胺盐酸盐和乙醇钠。
RONO + NH2OH + 2 EtONa → Na2N2O2 + ROH + 2 EtOH
一种较早的方法由David Mendenhall于1974年发表，为一氧化氮 (NO)和金属钠在乙二醇二甲醚、甲苯和二苯基甲酮的反应。这种盐之后通过水提取。

### 水合物
反式连二亚硝酸钠的一系列水合物 Na
2N
2O
2(H
2O)x已被报告，其中x 可以是2、3.5、4、5、6、7、8和9，但有一些争议。
其中的结晶水只是困在晶格中，而不是和离子配位。通过在五氧化二磷上干燥水合物，然后将它们加热至120°C，可以获得无水物。

### 反应
反式连二亚硝酸钠溶液会和空气中的二氧化碳 CO
2 反应，形成碳酸钠。
液态N2O4会氧化反式连二亚硝酸钠，形成过氧连二亚硝酸钠 Na2+
2[ON=NOO]2−)。

## 顺式异构体
顺式连二亚硝酸钠是一种白色晶体，不溶于极性非质子溶剂。不像反式异构体，它在水或质子溶剂中分解。

### 制备
顺式连二亚硝酸钠可以由一氧化氮 (NO)通过 −50 °C的液氨中的钠而成。
顺式连二亚硝酸钠是在1996年由Claus Feldmann和Martin Jansen通过在77 kPa的笑气 N
2O中把氧化钠 Na
2O加热到360 °C两小时而成。反应产生的顺式连二亚硝酸钠是白色微晶体。

### 性质和反应
顺式连二亚硝酸钠在325 °C以上分解成氮气和原亚硝酸钠：
3 Na
2N
2O
2 → 2 Na
3O(NO
2) + 2 N
2
它的反应性比反式异构体高。